# Lobelia exaltata
Lobelia exaltata là loài thực vật có hoa trong họ Hoa chuông. Loài này được Pohl mô tả khoa học đầu tiên năm 1831.